# Symplecta (Symplecta) tripilata
Symplecta (Symplecta) tripilata is een tweevleugelige uit de familie steltmuggen (Limoniidae). De soort komt voor in het Palearctisch en Oriëntaals gebied.